# Charles Cros
Charles Cros (Fabrezan, 1 d'octubre de 1842 - París, 9 d'agost de 1888) va ser un poeta i inventor francès. Va desenvolupar mètodes nous de fotografia incloent un procés de color precari. També va proveir millores a la tecnologia del telègraf.
També va ser un dels precursors del fonògraf, i li va donar el nom de paleòfon a la seva invenció. El 30 d'abril de 1877 va enviar un sobre a l'Acadèmia de Ciències de París explicant el seu nou invent. En paral·lel, Thomas Alva Edison va patentar el seu primer fonògraf el 15 de gener de 1878. Aparentment Edison i Cros no coneixien els seus treballs respectius.

Cros fou poeta i també mecenes d'un cercle literari que es trobava al famós cabaret parisenc Le Chat Noir, freqüentat per un jove Claude Debussy, on Erik Satie va ser contractat durant un temps com a pianista.

## Invencions

### Fotografia
Cros quasi va inventar la fotografia en color. L'any 1869 va publicar una teoria de la fotografia en color que proposava que una mateixa escena es podia fotografiar a través de filtres de vidre de color verd, violat i taronja. Els tres negatius obtinguts a través d'aquests filtres podien revelar-se per produir impressions positives que contenien quantitats variables de vermell, groc i blau (els colors "anticromàtics" complementaris dels filtres). Les tres impressions positives, al superposar-se entre si (per exemple, realitzant tres impressions al carbó amb pigments suficientment transparents i transferint després la gelatina pigmentada a una sola fulla de suport) recompondrien els colors originals de l'escena fotografiada. Les propostes de Cros, que varen anticipar el mètode sostractiu de la fotografia moderna, eren similars a altres idees més influents avançades en la mateixa època per Louis Ducos du Hauron. El mateix dia, 7 de maig de 1869, Charles Cros i Louis Ducos du Hauron van presentar el seu mètode de creació de fotografies en color a la Societat Francesa de Fotografia. No havien estat en comunicació entres ells abans i cada un desconeixia les investigacions de l'altre. Cros va acabar concedint l'invent a Ducos Du Hauron, malgrat haver dipositat la teoria en un paper segellat a l'Acadèmia de Ciències Franceses el 2 desembre de 1867. Ducos du Hauron havia patentat les seves idees el 28 de novembre de 1868, quasi un any després, però afirmava haver escrit un treball inèdit sobre el tema el 1862.

### Fonògraf
Cros quasi inventà -també- el fonògraf. Que se sàpiga, ningú abans que ell havia pensat en una forma pràctica de reproduir el so a partir d'un enregistrament d'ones sonores a l'aire. Al seu invent li donà el nom grec de "Paleòfon" ("voiz du passé", "veu del passat"). El 30 d'abril de 1877 va enviar un sobre tancat amb una carta a l'Acadèmia de ciències de París en la que explicava el seu mètode. La carta deia en francès "Un index léger est solidaire du centre de figure d'une membrane vibrante; il se termine par une pointe […] qui repose sur une surface noircie à la flamme." La traducció aproximada seria: "Una estructura lleugera es fixa al centre de la cara d'una membrana vibrant; acaba amb una punta afilada […] que descansa sobre una superfície ennegrida de llum. Aquesta superfície està integrada per un disc accionat per un dole moviment de rotació i progressió lineal. El sistema és reversible: quan la punta segueix el solc, la membrana restableix la senyal acústica original. La carta fou llegida en públic el 3 de desembre següent. A la seva carta, després d'haver mostrat que el seu mètode consistia en detectar una oscil·lació d'una membrana i utilitzar el traçat per reproduir l'oscil·lació en quant a la seva durada i intensitat, Cros afegí que una forma cilíndrica per a l'aparell receptor li semblava la més pràctica, ja que permetria la inscripció gràfica de les vibracions per mitjà d'un pern de rosca molt fina. Un article sobre el paleòfon fou publicat a "La semaine du Clergé" el 10 d'octubre de 1877, escrit per l'Abbé Leblanc. Cros va proposar el metall per a l'eina de gravat unida al diafragma i el material de recepció per la seva durabilitat.
Abans que Cros tingués l'oportunitat de seguir aquesta idea o d'intentar construir un model funcional, Thomas Alva Edison va presentar el seu primer fonògraf funcional als Estats Units, utilitzant un cilindre cobert de paper d'alumini per al seu primer fonògraf, patentant aquest mètode de reproducció sonora el 15 de gener de 1878. sembla que Edison i Cros no coneixien les recerques d'un i altre.

### Mirall de comunicació marcià
Cros estava convençut que els punts de llum observats a Mart i Venus, probablement núvols alts il·luminats pel sol, eren les llums de les grans ciutats d'aquells planetes. Va passar anys demanant al govern francès que construís un mirall gegant que es pogués utilitzar per comunicar-se amb els marcians i venusians cremant línies gegants als deserts d'aquests planetes. Mai va estar convençut que els marcians no eren un fet provat, ni que el mirall que volia era tècnicament impossible de construir.

## Poesia
A principis dels 1870s Cros va publicar al setmanari de curta durada Renaissance littéraire et artistique, editat per Emile Blémont (fr: Émile Blémont). Altres col·laboradors foren Stéphane Mallarmé, Auguste Villiers de l'Isle-Adam i Paul Verlaine.
El seu poema The Kippered Herring inspirà a Ernest Coquelin per crear el que anomenaria monologues, peces teatrals vreus el format de les quals va ser copiat per nombrosos imitadors. La peça The Salt Herring, va ser traduïda i il·lustrada per Edward Gorey.